# Einar Lynge-Ahlberg
Lars Einar Herman Fritiof Lynge-Ahlberg, född 8 september 1913 i Malmö, död 21 mars 1980 i Bromma, var en svensk konstnär konsthantverkare och keramiker.
Lynge-Ahlberg studerade målning vid Skånska målarskolan i Malmö 1934–1935 och för Bizzie Høyer i Köpenhamn 1935–1936 samt vid Otte Skölds målarskola i Stockholm och under talrika studieresor i Europa. Han medverkade i samlingsutställningar med Skånes konstförening, Riksförbundet för bildande konst, Sveriges allmänna konstförening och med konstnärsgruppen Blandningen som bildades 1938 samt senare även i gruppen Konkretisternas utställningar. Separat debuterade han med en utställning i Malmö 1945. Han anställdes som formgivare vid Rörstrands porslinsfabrik 1954 och efter tre år slutade han vid fabriken och fortsatte formgivningsarbetet som frilans. Hans keramikföremål från den tiden är unika och arkitektoniska föremål i stengods som exempelvis rörformiga eller tresidiga vaser, dekorerade med enkla ornament men han utförde även skålar, fat och andra stengodsföremål. Efter Rörstrandstiden tog han upp sitt målande på heltid och inrättade en ateljé i Bromma. Han var från 1951 gift med Görel Martha Margareta Adelborg. Hans bildkonst består av stilleben, figurmotiv, caféinteriörer, samt landskap i tempera eller linoleumsnitt och mönster för textil och möbler. Som illustratör medverkade han i tidskriften Utsikt. Hans arbeten från Rörstrand signerades Lynge-Ahlberg. Han är representerad vid Nationalmuseum, Moderna museet i Stockholm, Malmö museum samt med keramik i Faenza museum i Italien. Lynge-Ahlberg är begravd på Norra begravningsplatsen utanför Stockholm.